# Беляк, Юзеф
Юзеф Беляк (1741 — 11 июня 1794) — военный деятель Великого княжества Литовского, генерал-майор литовской армии (1772), участник русско-польской войны 1792 года и восстания Костюшко в 1794 году.

## Биография
Литовский татарин-мусульманин, представитель шляхетского рода Беляк одноименного герба. Родился в имении Ловчице (под Новогрудком).
Происходил из старой татарской семьи, осевшей на территории Великого княжества Литовского и служившей Речи Посполитой. Сын Османа Беляка и Регины Рудницкой. В 1761 году Юзеф Беляк стал ротмистром в полку генерал-майора Чимбая Мурзы Рудницкого, который находился в Саксонии до 1764 года. Во время Семилетней войны (1756—1763) Юзеф Беляк в составе саксонской армии участвовал в военных действиях в Силезии, Саксонии и Чехии против пруссаков. В 1763 году получил чин полковника. В следующем 1764 году Юзеф Беляк стал командиром 4-го полка Литовской Передней Стражи.
Во время Барской конфедерации (1768—1772) полковник Юзеф Беляк сражался под командованием Казимира Пулавского на стороне конфедератов против русских войск. В 1771 году перешёл на сторону польского короля Станислава Августа Понятовского. Однако вскоре вернулся к конфедератам и участвовал в битве под Словичами. В 1772 году получил чин генерал-майора литовских войск. После поражения барских конфедератов вернулся в своё имение Козлы в Люблинском воеводстве, которое ему в 1763 году пожаловал за военные заслуги Август III.
В 1788—1789 годах Юзеф Беляк участвовал в подавлении крестьянских бунтов на Украине. Особенно он прославился во время русско-польской войны 1792 года, во время которой командовал конным авангардом литовской армии. 10 июня 1792 года в бою под Столбцами с легкоконным литовским отрядом, состоящим в основном, из литовских татар, разбил два драгунских полка из русского корпуса под командованием генерал-лейтенанта Бориса Петровича Меллина. Участвовал в битвах под Миром (11 июня), Зельвой (4 июля) и Брестом (23 июля). За военные заслуги получил от польского короля орден воинской доблести Virtuti Militari.
В 1794 году генерал-майор Юзеф Беляк принял участие в польском восстании под руководством Тадеуша Костюшко против русского господства. Юзеф Беляк возглавил литовский корпус, сформированный в Гродно. Однако 11 июня он скончался от естественной смерти в разгар восстания. Был похоронен в селе Студзянка на Люблинщине.

## Семья
Юзеф Беляк был дважды женат и оставил после себя тринадцать детей. От первого брака с Урсулой Лос имел единственного сына Ибрагима, от второго брака с Кунегундой Туган-Барановской оставил двенадцать детей: Самуил (подполковник), Мустафа (ротмистр), Мехмед (поручик), Альбрехт (поручик), Осман (хорунжий), Сулейман (поручик), Богдан (погиб во время Ноябрьского восстания 1830—1831 гг.), Бектер, Илиаш, Эльжбета, Ева и Фелицианна.